# Bob Denard
Bob Denard, eg. Gilbert Bourgeaud, född 7 april 1929 i Bordeaux, död 13 oktober 2007 i Graillan, Gironde, var en fransk legosoldat, den kanske mest omtalade i sin profession. Han var verksam i Indokina och Marocko, tills han på 1960-talet slog sig på privat verksamhet. Han har bedrivit krigföring i Zimbabwe, Jemen, Iran, Nigeria, Benin, Gabon, Angola, Zaire och Komorerna, där han för övrigt hjälpte till att genomföra fyra statskupper.